# Bertrand Delanoë
Bertrand Delanoë (Tunisz, 1950. május 30. –) tunéziai-francia politikus, a Szocialista Párt tagja, 2001. március 25. és 2014. április 5. között Párizs polgármestere. Utódja a szintén szocialista Anne Hidalgo lett.

## Élete
Nyíltan vállalja homoszexualitását. 1981. június 21-étől 1986. április 1-jéig a parlament alsóházának, 1995. szeptember 24-étől 2001. március 27-éig a felsőháznak volt a tagja.
A következő francia elnökválasztás egyik lehetséges jelöltjének tartják.